# Greig Laidlaw
Greig David Laidlaw, més conegut com a Greig Laidlaw, (Edimburg, 12 d'octubre de 1985) és un jugador de rugbi escocès. Juga a les posicions de mig de melé i mig d'obertura, actualment al club anglès Gloucester RFC i a la selecció escocesa.
Nebot del també jugador de rugbi Roy Laidlaw, va començar a jugar a l'Edinburgh l'estiu de 2006. Les seves oportunitats amb el primer equip eren molt reduïdes, estant per darrere de Mike Blair, però el 2010 va renovar per dos anys.
Els seus primers partits de selecció foren amb el Borders (Fronteres) sots-16 i sots-18, així com amb la selecció escocesa sots-18. Després d'entrenar amb la selecció a 7 i amb la sots-21, Laidlaw va debutar amb la selecció escocesa absoluta en un partit contra Nova Zelanda disputat el novembre de 2011, a Murrayfield. El gener d'aquell any ja havia estat convocat per defensar l'equip durant el Sis Nacions, però no va debutar. Posteriorment capitanejaria la selecció Escòcia A, el segon equip escocès, amb qui jugaria contra els Irlanda Wolfhounds i la Itàlia A.
Durant el Sis Nacions de 2012 va convertir-se en un habitual dels partits d'Escòcia, en part gràcies a la retirada inesperada de Dan Parks després del primer partit del torneig. Aviat va agafar la responsabilitat de xutar, fent-ho per primer cop en el seu debut de titular, contra Gal·les, on marcà els 13 punts de l'equip, inclòs un assaig. Al llarg de l'any es va mantenir com a mig d'obertura, tant amb Escòcia com a l'Edimburg, amb qui arribaria a la semi-final de la Copa de Campions Europea de Rugbi.
En el Sis Nacions de 2013 Ruaridh Jackson va tornar a l'equip nacional, provocant que Laidlaw passés a jugar com a mig de melé, tot i seguir com a primer xutador. En aquella edició quedà en segona posició a la taula de màxims anotadors, amb 61 punts, només per darrere del gal·lès Leigh Halfpenny. Aquell any no fou convocat amb els Lions, però va liderar Escòcia en un quadrangular disputat a Sud-àfrica. En l'últim minut contra Itàlia va aconseguir que els escocesos s'emportessin la victòria (30-29), aconseguint així maquillar el que havia estat un molt mal torneig.
El 4 de març de 2014 es va anunciar que Laidlaw deixava Murrayfield a finals de temporada per fitxar pel Gloucester de la lliga anglesa.